# Penelope obscura
Penelope obscura là một loài chim trong họ Cracidae.